# 카를마르크스슈트라세역
카를마르크스슈트라세역(U-Bahnhof Karl-Marx-Straße)은 베를린 노이쾰른구 노이쾰른에 있는 U7의 역이다. 카를마르크스슈트라세(Karl-Marx-Straße)와 살티코프슈트라세(Saltykowstraße)의 교차점에 역사가 위치해 있다. 1926년 4월 11일에 베르크슈트라세역(Bergstraße)으로 개통했으며 CI의 중간 종착역이었다. 1946년에 현재의 역명으로 개명되었다.
알프레드 그레난데르가 설계했으며, 베를린 건축유산으로 지정되어 있다. 1968년에 승강장 길이가 110 m로 연장되었고 1995년에 개보수 공사를 거쳤다. 2018년 12월 20일에 엘리베이터 운영을 시작했다. 엘리베이터 설치에는 예산 150만 유로가 소요되었다.

## 인접 철도역
| 베를린 지하철 7호선                          | 베를린 지하철 7호선 | 베를린 지하철 7호선 |
| -------------------------------------------- | ------------------- | ------------------- |
| 라트하우스 노이쾰른 라트하우스 슈판다우 방면 | U7                  | 노이쾰른 루도 방면  |